# VIII Región Militar
La VIII Región Militar, también conocida como Capitanía General de Galicia, corresponde a una subdivisión histórica del territorio español desde el punto de vista militar en cuanto a la asignación de recursos humanos y materiales con vistas a la defensa.

## Territorio
Comprendía las cuatro provincias gallegas: La Coruña, Lugo, Orense y Pontevedra.
La Región Militar responde ya a un modelo de defensa territorial histórico puesto que desde 2002 las Fuerzas Armadas españolas se organizan en unidades tácticas en función de los cometidos y misiones asignados.

## Historia

Regiones militares del Ejército de Tierra español, después de 1984.

La división de España en Capitanías Generales data de 1705, cuando se ajustaron a los antiguos reinos que constituían la Monarquía Hispánica. Se trataban de trece regiones: Andalucía, Aragón, Burgos, Canarias, Castilla la Vieja, Cataluña, Extremadura, Galicia, Costa de Granada, Guipúzcoa, Mallorca, Navarra y Valencia. 
En 1898 se volvió a dividir el territorio peninsular en siete nuevas Regiones Militares, a la vez que se constituyeron las Comandancias Generales de Baleares, Canarias, Ceuta y Melilla.
Tras la proclamación de la Segunda República, un decreto gubernamental disolvió las regiones militares y las sustituyó por las Divisiones Orgánicas. En julio de 1936, desempeñaba la jefatura de la VIII División Orgánica el general Enrique Salcedo Molinuevo. En julio de 1939, tras finalizar la guerra civil española quedan restablecidas las regiones militares. A la VIII Región se asigna el VIII Cuerpo de Ejército con dos divisiones: la 81.ª (La Coruña) y la 82.ª (Lugo).

## Mandos
| Segunda República - 1931-1932: Manuel González y González - 1932-1933: Félix de Vera Valdés - 1933-1934: Pedro de la Cerda y López Mollinedo - 1935: Juan García Gómez-Caminero - 1935: José Riquelme y López Bago - 1936: Enrique Salcedo Molinuevo Guerra Civil - 1936: Enrique Salcedo Molinuevo - 1936: Luis Lombarte Serrano - 1936-1937: Guillermo Kirpatrick O'Farril - 1937: Antonio Aranda Mata - 1937-1938: Luis Lombarte Serrano - 1938-1939: Germán Gil Yuste Dictadura franquista - 1939: José Solchaga Zala - 1939: Enrique Cánovas Lacruz - 1939-1940: Eugenio Espinosa de los Monteros - 1940-1944: Luis Solans y Lavedán - 1944-1945: José Los-Arcos Fernández - 1945-1949: Salvador Múgica Buhigas - 1949-1950: Fernando Barrón Ortiz - 1950-1953: Francisco Delgado Serrano - 1953-1955: Mohammed ben Mizzian - 1955-1960: Carlos Rubio López-Guijarro - 1960-1962: Camilo Menéndez Tolosa - 1962: José Samaniego y Gómez de Bonilla - 1962-1963: Gregorio López Muñiz | - 1963-1964: Manuel Marcide Odriozola - 1964: Castor Manzanera Holgado - 1964-1965: Arturo Roldán Lafuente - 1965-1966: Ángel Ramírez de Cartagena y Marcaida - 1966: Ramón Carmona y Pérez de Vera - 1966-1967: Manuel Chamorro Martínez - 1967-1969: José Angosto López-Castrillón - 1969: Joaquín Nogueras Márquez - 1969-1972: Luciano García Machiñena - 1972-1974: Carlos Fernández Vallespín - 1974-1975: Ernesto Sánchez-Galiano Fernández - 1975: Antonio Taix Planas Reinado de Juan Carlos I - 1975-1976: Antonio Taix Planas - 1976-1978: Ángel Suanzes de Viñas - 1978-1981: Manuel Fernández Posse - 1981-1982: Joaquín Ruiz de Oña González - 1982: Manuel Esquivias Franco - 1982-1984: Fermín Casado Cepeda - 1984-1987: José Buigues Gómez - 1987-1990: Francisco Martínez Pariente - 1990-1993: Jiménez Pérez de Larraya - 1993-1996: Máximo de Miguel Page - 1996-2000: Luis Martínez Coll - 2000-2001: Evaristo Muñoz Manero - 2001-2004: Manuel Ignacio Oliver Buhigas (último) |

## Organización
La guarnición de esta región militar tenía alguna importancia, pues estaba integrada por dos grandes unidades: la BRIDOT VIII y la Brigada Aerotransportada. En febrero de 1981, las unidades con base en esta región militar serían las siguientes:
BRIDOT VIII (Brigada de Infantería de Defensa Operativa del Territorio VIII):
- Cuartel general. Vigo (Pontevedra).
- Regimiento de Infantería Zamora n.º 8. Orense.
- Regimiento de Infantería Mérida n.º 44. El Ferrol (La Coruña).
- Plana Mayor Reducida (PLMR) del Regimiento de Infantería Murcia n.º 42. Vigo (Pontevedra).
- Compañía de Operaciones Especiales (COE) n.º 81. Orense. Adscrita al Regimiento Zamora n.º 8.
- Compañía de Operaciones Especiales (COE) n.º 82. San Cibrao, en Lugo. Adscrita al Regimiento de Infantería Mérida n.º 44.
- Grupo Ligero de Caballería VIII "Talavera" (GLC VIII). cuartel de garabolos, Lugo.[8]
- RACA n.º 28. Pontevedra.
- Batallón Mixto de Ingenieros VIII. Vigo (Pontevedra).
- Agrupación Mixta de Encuadramiento n.º 8. Vigo (Pontevedra).

Brigada de Infantería Aerotransportable (BRIAT):
- Cuartel General. La Coruña.
  - Estado Mayor.
  - Compañía de Cuartel General.
  - Centro Financiero.
- Regimiento de Infantería Aerotransportable Isabel la Católica n.º 29. La Coruña.
  - Batallón de Infantería Aerotransportable Zaragoza II / 29. Santiago de Compostela.
- Grupo de Artillería. La Coruña.
- Batallón Mixto de Ingenieros. La Coruña.
- Grupo Logístico. La Coruña.
- Compañía de Cazacarros.